# Joshua Calderón
Joshua Javier Calderón (North Haven, 11 settembre 1996) è un calciatore statunitense naturalizzato portoricano, centrocampista del Metropolitan FA.

## Carriera

### Nazionale
Nel 2018 ha esordito in nazionale.

## Statistiche

### Cronologia presenze e reti in nazionale
| Cronologia completa delle presenze e delle reti in nazionale ― Porto Rico | Cronologia completa delle presenze e delle reti in nazionale ― Porto Rico | Cronologia completa delle presenze e delle reti in nazionale ― Porto Rico | Cronologia completa delle presenze e delle reti in nazionale ― Porto Rico | Cronologia completa delle presenze e delle reti in nazionale ― Porto Rico | Cronologia completa delle presenze e delle reti in nazionale ― Porto Rico | Cronologia completa delle presenze e delle reti in nazionale ― Porto Rico | Cronologia completa delle presenze e delle reti in nazionale ― Porto Rico |
| Data                                                                      | Città                                                                     | In casa                                                                   | Risultato                                                                 | Ospiti                                                                    | Competizione                                                              | Reti                                                                      | Note                                                                      |
| ------------------------------------------------------------------------- | ------------------------------------------------------------------------- | ------------------------------------------------------------------------- | ------------------------------------------------------------------------- | ------------------------------------------------------------------------- | ------------------------------------------------------------------------- | ------------------------------------------------------------------------- | ------------------------------------------------------------------------- |
| 9-9-2018                                                                  | Basseterre                                                                | Saint Kitts e Nevis                                                       | 1 – 0                                                                     | Porto Rico                                                                | CONCACAF Nations League 2019-2020 - Qualificazioni                        | -                                                                         |                                                                           |
| 13-10-2018                                                                | Bayamón                                                                   | Porto Rico                                                                | 0 – 2                                                                     | Martinica                                                                 | CONCACAF Nations League 2019-2020 - Qualificazioni                        | -                                                                         | 65’                                                                       |
| 16-11-2018                                                                | Belmopan                                                                  | Belize                                                                    | 1 – 0                                                                     | Porto Rico                                                                | CONCACAF Nations League 2019-2020 - Qualificazioni                        | -                                                                         |                                                                           |
| 24-3-2019                                                                 | Bayamón                                                                   | Porto Rico                                                                | 0 – 2                                                                     | Grenada                                                                   | CONCACAF Nations League 2019-2020 - Qualificazioni                        | -                                                                         |                                                                           |
| 5-9-2019                                                                  | Tegucigalpa                                                               | Honduras                                                                  | 4 – 0                                                                     | Porto Rico                                                                | Amichevole                                                                | -                                                                         |                                                                           |
| 10-9-2019                                                                 | Mayagüez                                                                  | Porto Rico                                                                | 0 – 5                                                                     | Guatemala                                                                 | CONCACAF Nations League 2019-2020 - Fase a gironi                         | -                                                                         | 83’                                                                       |
| 15-10-2019                                                                | The Valley                                                                | Anguilla                                                                  | 2 – 3                                                                     | Porto Rico                                                                | CONCACAF Nations League 2019-2020 - Fase a gironi                         | -                                                                         |                                                                           |
| Totale                                                                    |                                                                           | Presenze                                                                  | 7                                                                         |                                                                           | Reti                                                                      | 0                                                                         |                                                                           |